# Gavin O'Connor
Gavin O'Connor (Long Island, 1964) is een Amerikaans regisseur, scenarioschrijver en acteur. Hij is de tweelingbroer van filmproducent Greg O'Connor.

## Biografie
Gavin O'Connor en zijn tweelingbroer werden in 1964 geboren in Long Island als de zonen van een politieagent. Hij groeide op in Huntington (New York) en studeerde af aan de Universiteit van Pennsylvania. Tijdens zijn studiejaren was hij een succesvolle linebacker voor het universiteitsteam.

### Carrière

#### Film
In de jaren 1990 schreef hij de scenario's voor het toneelstuk Rumblings of a Romance Renaissance en de korte films The Bet en American Standoff.
Zijn grote filmdebuut volgde in 1995 met Comfortably Numb, dat hij samen met Kirby Hayde schreef en zelf regisseerde. Enkele jaren later brak hij door met het komisch drama Tumbleweeds (1999), dat gebaseerd was op de jeugdjaren van zijn toenmalige echtgenote Angela Shelton. Hij vertolkte zelf ook een kleine rol om de kosten te drukken. Actrice Janet McTeer won voor haar hoofdrol in Tumbleweeds onder meer een Golden Globe. Samen met zijn tweelingbroer Greg en David O. Russell was hij in 2002 ook een van de producenten van de sportfilm The Slaughter Rule. Tussendoor vertolkte hij ook een rol in de mysteryfilm The Glass House (2001).
In 2004 regisseerde O'Connor de sportfilm Miracle, waarin het Amerikaans ijshockeyteam dat 1980 goud veroverde op de Olympische Winterspelen centraal staat. In de daaropvolgende jaren schreef en regisseerde hij de politiefilm Pride and Glory (2008) en de MMA-film Warrior (2011). In 2015 werd met Brothers ook een Indiase remake van Warrior uitgebracht.
In 2016 regisseerde hij zowel de western Jane Got a Gun als de thriller The Accountant.

#### Televisie
O'Connor regisseerde in 2013 de pilot voor de dramaserie The Americans. Nadien werd hij ook uitvoerend producent van de FX-reeks. Eerder had hij ook al de pilot van de CBS-serie Clubhouse (2004–2005) geregisseerd. 

## Filmografie
| Jaar | Titel            | Regisseur | Scenarist |
| ---- | ---------------- | --------- | --------- |
| 1995 | Comfortably Numb |           |           |
| 1999 | Tumbleweeds      |           |           |
| 2004 | Miracle          |           |           |
| 2008 | Pride and Glory  |           |           |
| 2011 | Warrior          |           |           |
| 2015 | Brothers         |           |           |
| 2016 | Jane Got a Gun   |           |           |
| 2016 | The Accountant   |           |           |
| 2020 | The Way Back     |           |           |
| 2025 | The Accountant 2 |           |           |